# Lope I de Pallars
Lope I de Pallars (? - 948), conde de Pallars (920-948). Fue hijo del conde Ramón I de Pallars y Ribagorza y su esposa Guinigenta. A su muerte sus hijos se repartieron la herencia, así Lope y su hermano Isarn I de Pallars recibieron el condado de Pallars mientras su hermano mayor Bernardo I de Ribagorza recibió el condado de Ribagorza.

## Nupcias y descendientes
Se casó con Gotruda de Cerdaña, hija de Miró II de Cerdaña y de Virgilia de Ampurias. Del matrimonio tuvieron:
- Ramón II de Pallars (?-995), conde de Pallars
- Borrell I de Pallars (?-995), conde de Pallars
- Suñer I de Pallars (?-1011), conde de Pallars
- Sunifredo de Pallars
- Riquilda de Pallars

Lope falleció hacia el 948, su hermano Isarn I de Pallars, decidió retirarse y dejó su gobierno en manos de sus sobrinos.
| Predecesor: Ramón I de Pallars y Ribagorza | Conde de Pallars (junto a su hermano Isarn I) 920-948 | Sucesor: Ramón II Borell I Suñer I |